# Puig del Casso
El Puig del Casso és una muntanya de 1.187 metres que es troba al municipi d'Albanyà, a la comarca catalana de l'Alt Empordà.